# Armée de l'air du Bangladesh
La Force aérienne du Bangladesh - বাংলাদেশ বিমান বাহিনী ou Bangladesh Biman Bahini- a été fondée officiellement le 28 septembre 1973 à la suite de l'indépendance du pays en 1971 après la guerre de libération du Bangladesh et la Troisième guerre indo-pakistanaise en 1971.

## Aéronefs

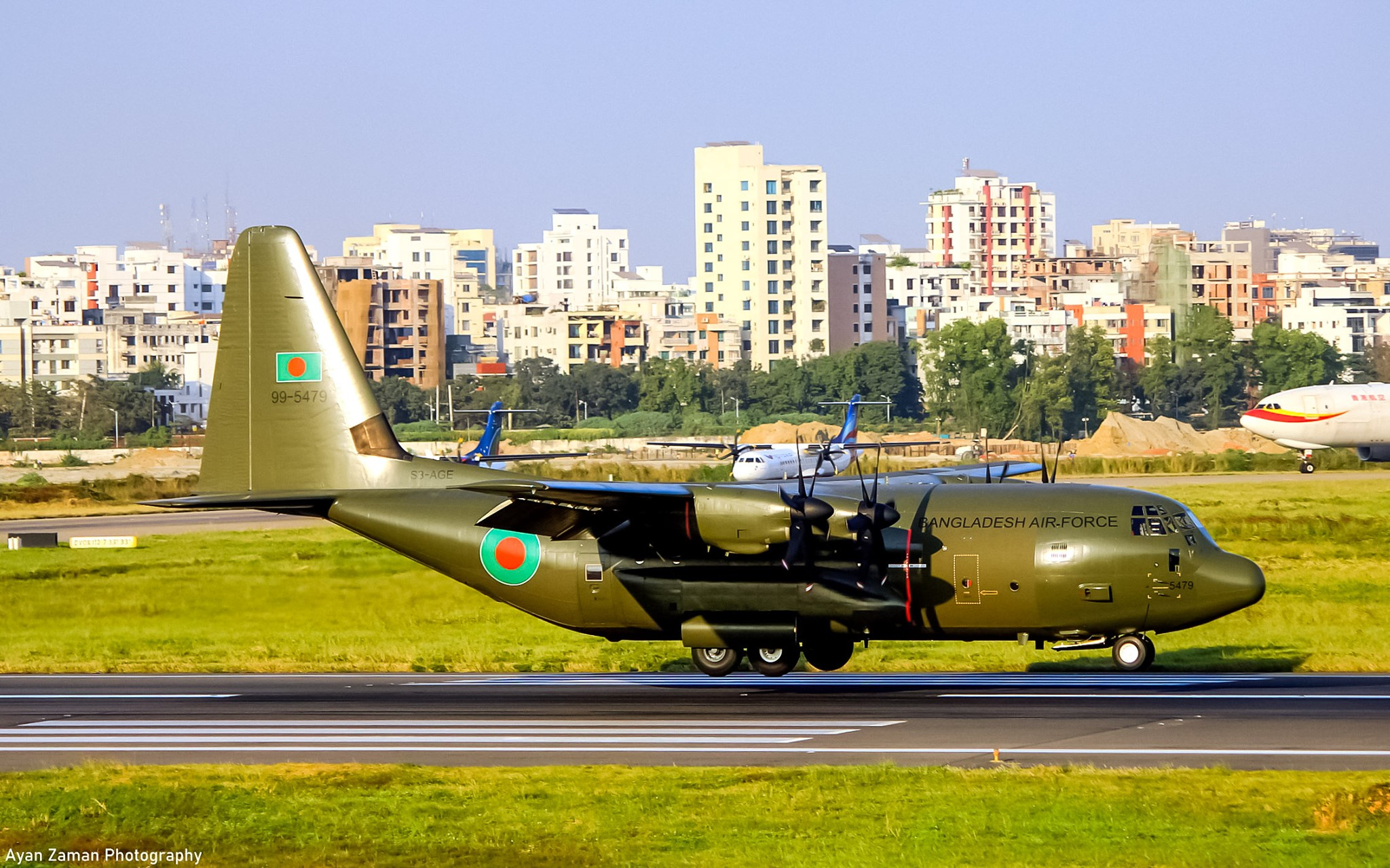
Un Lockheed C-130J Super Hercules livré en 2019.

Les appareils en service en 2016 sont les suivants[source insuffisante] :
| Aéronefs                       | Origine          | Type                                                  | En service      | Versions                            | Anecdotes                                          |                 |
| Avion de chasse                | Avion de chasse  | Avion de chasse                                       | Avion de chasse | Avion de chasse                     | Avion de chasse                                    | Avion de chasse |
| ------------------------------ | ---------------- | ----------------------------------------------------- | --------------- | ----------------------------------- | -------------------------------------------------- | --------------- |
| Mikoyan-Gourevitch MiG-29      | Union soviétique | Avion de combat multirôle                             | 62              | MiG-29AMiG-29UB                     |                                                    |                 |
| Chengdu J-7                    | Chine            | Avion de chasse                                       | 9111254 3       | F-7MBF-7BGF-7BGIFT-7BFT-7BG FT-7BGI |                                                    |                 |
| Avion de transport             |                  |                                                       |                 |                                     |                                                    |                 |
| Lockheed C-130 Hercules        | États-Unis       | Avion de transport                                    | 4               | C-130B                              |                                                    |                 |
| Lockheed C-130J Super Hercules | États-Unis       | Avion de transport                                    | 5               | C-130J                              | 5 C-130J ex-britanniques livrés entre 2019 et 2020 |                 |
| Antonov An-32                  | Union soviétique | Avion de transport                                    | 3               |                                     |                                                    |                 |
| Let L-410 Turbolet             | Tchécoslovaquie  | Avion de transport léger                              | 3               | L-410UVP                            |                                                    |                 |
| Avion d'entraînement           |                  |                                                       |                 |                                     |                                                    |                 |
| Nanghang K-8 Karokorum         | Chine            | Avion d'entraînement                                  | 9               | K-8W                                |                                                    |                 |
| Aero L-39 Albatros             | Tchécoslovaquie  | Avion d'entraînement                                  | 7               | L-39ZA                              |                                                    |                 |
| Yakovlev Yak-130               | Russie           | Avion d'entraînement avancé                           | 6(+8)           |                                     | 1re livraison en octobre 2015, remplace les L-39   |                 |
| Hélicoptère                    |                  |                                                       |                 |                                     |                                                    |                 |
| Bell 206                       | États-Unis       | Hélicoptère utilitaire                                | 2               | 206L Long Ranger                    |                                                    |                 |
| Bell 212                       | États-Unis       | Hélicoptère utilitaire                                | 4               |                                     |                                                    |                 |
| Mil Mi-17                      | Union soviétique | Hélicoptère de transport Hélicoptère de transport VIP | 122             | Mi-17 Hip HMi-17-1V Hip HMi-171Sh   |                                                    |                 |